# Teluk Halban
Teluk Halban is een bestuurslaag in het regentschap Aceh Tamiang van de provincie Atjeh, Indonesië. Teluk Halban telt 671 inwoners (volkstelling 2010).